# Roser Oller i Montia
Roser Oller i Montia, també coneguda com a Roser Capell o Roser Oller de Capell, (Barcelona, 21 de març de 1930 - Barcelona, 24 de març de 2020) fou una pedagoga musical i política catalana, diputada al Parlament de Catalunya per Convergència i Unió entre 1992 i 1995.

## Biografia
Amb el seu marit Jordi Capell i Casaramona, fundà l'escola Nabí de Vallvidrera, en la qual treballà com a mestra de música, igual que a l'escola Santapau. També fou membre d'Òmnium Cultural.
El 1970 milità al Grup d'Acció al Servei de Catalunya (GASC) i el 1974 fou una de les fundadores de Convergència Democràtica de Catalunya. En aquest partit esdevingué cap de la secció del districte de Sarrià - Sant Gervasi, membre del Consell Nacional i diputada a les eleccions al Parlament de Catalunya de 1992 dins les llistes de Convergència i Unió, en la que fou membre de la Comissió de Política Cultural. També participà a les Jornades de Música del Consell d'Ensenyament i Cultura, i coordinà l'execució del monument a Sau. El 1997 rebé la Medalla d'Honor de Barcelona. Morí el 24 de març de 2020 a Barcelona, als noranta anys, enmig de les restriccions derivades de la pandèmia de COVID-19. Per aquesta raó es realitzà un funeral i acte d'homenatge en record seu un any i mig després, el 24 de novembre del 2021, a l'església de la Bonanova de Barcelona.